# Lady Gaga Fame
Lady Gaga Fame er en parfume, der er skabt af den amerikanske pop-kunstner Lady Gaga. Den blev frigivet i Macy's i USA og i en række forskellige butikker i Det forenede Kongerige den 22. august 2012 og i andre lande i september via sangerens Haus of Gaga i et samarbejde med Coty. 

## Produkter
- Eau de Parfum 100 ml/ 3.4 oz
- Eau de Parfum 50 ml/ 1.7 oz
- Eau de Parfum 30 ml/ 1.0 oz
- Rollerball 10 ml/ 0.34 oz
- Black Soap 5.0 oz
- Black Body Lotion 200 ml/ 6.7 oz
- Black Shower Gel 200 ml/ 6.7 oz

## Udvikling
I juli 2010 rapporterede det britiske magasin Marketing, at sangeren Lady Gaga var begyndt at arbejde på en "usædvanlig" duft i samarbejde med Coty; duften skulle frigives på markedet omkring jul det år og følges af en stor reklamekampagne.